# David Hunt (cầu thủ bóng đá, sinh năm 1959)
David Hunt (sinh ngày 17 tháng 4 năm 1959) là một cựu cầu thủ bóng đá người Anh thi đấu ở Football League cho Derby County, Notts County, Aston Villa và Mansfield Town.